# Saint-Augustin, Seine-et-Marne
Saint-Augustin är en kommun i departementet Seine-et-Marne i regionen Île-de-France i norra Frankrike. Kommunen ligger i kantonen Coulommiers som tillhör arrondissementet Meaux. År 2022 hade Saint-Augustin 1 865 invånare.

## Befolkningsutveckling
Antalet invånare i kommunen Saint-Augustin
| Referens: INSEE |